# جدول‌های موسیقی بریتانیا
جدول‌های موسیقی بریتانیا مجموعه‌ای از جدول‌هاست که میزان خرید موسیقی توسط مردم در بریتانیا را بازتاب می‌کند.بیشتر این جدول‌ها توسط شرکت آفیشال چارتس سازمان‌دهی می‌شوند.
جدول آلبوم‌های بریتانیا و جدول تک‌آهنگ‌های بریتانیا از اصلی‌ترین جدول‌های موسیقی در بریتانیا هستند.